# Selim Bouadla
Selim Bouadla (Rosny-sous-Bois, 26 agosto 1988) è un calciatore francese, centrocampista svincolato.

## Caratteristiche tecniche
È un difensore centrale.

## Statistiche

### Presenze e reti nei club
Statistiche aggiornate al 3 giugno 2017.
| Stagione        | Squadra           | Campionato      | Campionato | Campionato | Coppe nazionali | Coppe nazionali | Coppe nazionali | Coppe continentali | Coppe continentali | Coppe continentali | Altre coppe | Altre coppe | Altre coppe | Totale | Totale |
| Stagione        | Squadra           | Comp            | Pres       | Reti       | Comp            | Pres            | Reti            | Comp               | Pres               | Reti               | Comp        | Pres        | Reti        | Pres   | Reti   |
| --------------- | ----------------- | --------------- | ---------- | ---------- | --------------- | --------------- | --------------- | ------------------ | ------------------ | ------------------ | ----------- | ----------- | ----------- | ------ | ------ |
| 2007-2008       | Le Havre          | L2              | 23         | 1          | CF+CdL          | 4+0             | 1+0             |                    | -                  | -                  |             | -           | -           | 27     | 2      |
| 2008-gen. 2009  | Le Havre          | L1              | 1          | 0          | CF+CdL          | 1+0             | 0               |                    | -                  | -                  |             | -           | -           | 2      | 0      |
| gen.-giu, 2009  | Paris FC          | NAT             | 5          | 0          | CF+CdL          | 0               | 0               |                    | -                  | -                  |             | -           | -           | 5      | 0      |
| 2009-2010       | Le Havre          | L2              | 11         | 0          | CF+CdL          | 1+0             | 0               |                    | -                  | -                  |             | -           | -           | 12     | 0      |
| 2010-2011       | Le Havre          | L2              | 26         | 1          | CF+CdL          | 1+3             | 0               |                    | -                  | -                  |             | -           | -           | 30     | 1      |
| Totale Le Havre | Totale Le Havre   | Totale Le Havre | 61         | 2          |                 | 10              | 1               |                    | -                  | -                  |             | -           | -           | 71     | 3      |
| 2011-2012       | Debrecen          | NMI             | 24         | 4          | MK+ML           | 5+1             | 1+1             |                    | -                  | -                  |             | -           | -           | 30     | 6      |
| 2012-2013       | Debrecen          | NMI             | 14         | 1          | MK+ML           | 4+2             | 0               |                    | -                  | -                  |             | -           | -           | 20     | 1      |
| 2013-2014       | Debrecen          | NMI             | 18         | 4          | MK+ML           | 2+4             | 0+1             | UEL                | 2                  | 0                  |             | -           | -           | 26     | 5      |
| 2014-2015       | Debrecen          | NMI             | 19         | 1          | MK+ML           | 1+1             | 0               | UCL                | 3                  | 0                  |             | -           | -           | 24     | 1      |
| Totale Debrecen | Totale Debrecen   | Totale Debrecen | 75         | 10         |                 | 20              | 3               |                    | 5                  | 0                  |             | -           | -           | 100    | 13     |
| 2015-2016       | Académica         | PL              | 7          | 0          | TP+TL           | 0+1             | 0               |                    | -                  | -                  |             | -           | -           | 8      | 0      |
| 2016-2017       | Slaven Koprivnica | 1.HNL           | 22         | 1          | CC              | 2               | 0               |                    | -                  | -                  |             | -           | -           | 24     | 1      |
| Totale carriera | Totale carriera   | Totale carriera | 170        | 13         |                 | 33              | 4               |                    | 5                  | 0                  |             | -           | -           | 208    | 17     |

## Palmarès

### Club
- Ligue 2: 1

Le Havre: 2007-2008
- Campionato ungherese: 2

Debrecen: 2011-2012, 2011-2012
- Magyar Kupa: 2

Debrecen: 2011-2012, 2012-2013